# Khu bảo tồn Ali Botush
Ali Botush (tiếng Bulgaria: Али ботуш), còn được đánh vần Alibotoush là một khu bảo tồn thiên nhiên ở dãy núi Slavyanka, trên khu vực biên giới giữa Bulgaria và Hy Lạp.Khu bảo tồn chiếm phần phía bắc của ngọn núi nằm trong lãnh thổ của Bulgaria và lấy từ tên cũ của Slavyanka. Về mặt hành chính nó thuộc địa phận hai đô thị Sandanski và Hadzhidimovo, tỉnh Blagoevgrad. Nó được tuyên bố là một khu bảo tồn từ năm 1951 để bảo vệ khu rừng thông Bosnia đặc hữu lớn nhất bán đảo Balkan.
Diện tích của nó được mở rộng nhiều lần và hiện giờ là 1638 hecta hay 16,38 km². Năm 1977, khu bảo tồn này được UNESCO công nhận là Khu dự trữ sinh quyển thế giới. Nó có hệ thực vật vô cùng phong phú với hơn 1500 loài được tìm thấy trong ranh giới của nó.

## Địa lý
Khu bảo tồn nằm trên sườn phía bắc của dãy núi Slavyanka ở độ cao từ 1140 đến 2212 mét. Nó được ngăn cách với dãy núi Pirin xa hơn về phía bắc bởi con đèo Paril Saddle. Dãy núi được hình thành bởi đá vôi biến chất Đại Cổ sinh và đá cẩm thạch bao phủ bên trong là đá granit. Ali Botush có các dạng địa mạo đa dạng và một số rặng núi như là Brezata, Saint Constantine, Mitnitsata, Tepleshki Peak và Chaplen Bair.
Khu bảo tồn nằm trong vùng khí hậu Địa Trung Hải lục địa nhưng do có độ cao lớn nên nó cũng mang cả khí hậu núi cao. Tuy nhiên, ảnh hưởng của khí hậu Địa Trung Hải rất mạnh mẽ và quyết định đến chế độ mưa, đó là cực đại mùa thu đông và cực tiểu mùa hè. Nhiệt độ trung bình vào mùa đông ở đây cao hơn nhiều so với nhiệt độ trung bình ở những khu vực cùng độ cao khác của đất nước. Ảnh hưởng của gió phơn rất mạnh vào mùa đông.
Nhiệt độ trung bình hàng năm tại các khu vực thấp hơn của khu bảo tồn cao nhất là 14 °C và thấp nhất là 6 °C. Số ngày trung bình có nhiệt độ trên 10 °C tại khu vực thấp là 200−220 ngày còn vùng núi cao hơn là 130 ngày. Lượng mưa hàng năm dao động trong khoảng từ 700 đến 900 mm tại các vùng cao nhất.